# Excepția confirmă regula
Excepția confirmă regula este o expresie provenită din cel puțin trei surse independente, fiecare având sensul ei specific și logic. Expresia a intrat în conștiința populară și are astăzi o foarte largă răspândire în sensul ei literal și ilogic.
Cele trei surse distincte ale expresiei sunt:
- nici o regulă fără excepție vine din latinescul „Nulla regula sine exceptione”, unde sensul este lucrurile sunt arareori foarte simple și supuse unor reguli imuabile, avertizând asupra complexității diverselor fenomene reale (fie ele fizice, sociale, economice, etc.);

- excepția probează regula, în care sensul este cel ce stă la baza metodei științifice: verifică-ți (probează) teoria (regula) în cele mai diverse contexte, pentru a vedea dacă rezistă tuturor excepțiilor ce pot apărea în realitate (vezi și sensul anterior);

- excepția întărește regula sau chiar excepția confirmă regula este poate cel mai actual sens al expresiei și probabil cel care a dat naștere sensului pervertit ce este folosit în mod curent. Această variantă este folosită în context juridic și are următorul sens: excepția introdusă expres pentru a permite pedepsirea încălcării regulii este o întărire a regulii. De exemplu în regula: „este interzis să ucizi, cu excepția cazului când ucizi un ucigaș”. Acest tip de derogare stă la baza dreptului de auto-apărare la nivel individual și social, în cazurile extreme în care se consideră că nicio altă acțiune a victimei nu ar fi fost eficientă decât imitarea acțiunii agresorului. Tot în context juridic, expresia poate avea ca interpretare mai puțin directă și pe aceea că o excepție explicită a unei reguli implicite (sau nu foarte puternice) confirmă existența regulii (sau o întărește). De exemplu, să spunem că în regulamentul intern de funcționare al unui campus universitar se prevede interdicția de parcare a mașinilor în campus. Un observator aflat în trecere prin campus care vede un semn pe care scrie „parcarea permisă pe aleea A3” are, doar prin observarea excepției, posibilitatea de a deduce existența regulii (excepția confirmă regula). Sau, dacă regula este explicită dar slabă, de exemplu în cazul în care observatorul vede un singur semn de „parcare interzisă” la intrarea într-un campus uriaș, atunci semnul cu „parcarea permisă pe aleea A3” are darul de a întări regula (excepția întărește regula). Logica acestei variante a expresiei este că dacă nu ar exista o regulă, atunci excepția nu și-ar avea sensul, drept care aflarea excepției duce la deducția regulii (în exemplul de care ne-am folosit mai sus, nu ar avea sens să se specifice aleea A3 anume pentru parcare dacă parcarea ar fi permisă oricum pe tot teritoriul campusului).

De notat că primele două variante se aplică în cazul regulilor în sens de teorie (reguli propuse de oameni pentru a formaliza fenomene reale), în timp ce ultima se aplică în cazul regulilor în sens de lege (reguli impuse de oameni). Se va observa mai jos că efectele dezastruoase ale interpretării acestor expresii stau tocmai în confundarea și interschimbarea legilor cu teorii în cazul celei de-a treia variante.
Din aceste trei expresii logice (dar mai ales din ultima), în vorbirea curentă s-a ajuns la folosirea acesteia sub forma ei literală în contextul discuției unor teorii, unde apariția unei excepții ar face cumva să le confirme. Această construcție este un oximoron -- însă asta nu pare să fie suficient pentru a se pierde obișnuința folosirii acestei expresii în sensul ei pervertit chiar în cadrul unor discuții pretins logice. Mai mult, se folosește chiar expresia „iată și excepția care confirmă regula!”, în privința unor teorii -- ca și cum o teorie ar necesita niște excepții pentru a fi dovedită validă, când evident este invers: o excepție anulează o teorie, în nici un caz nu o confirmă sau întărește.